# العمارة الحركية

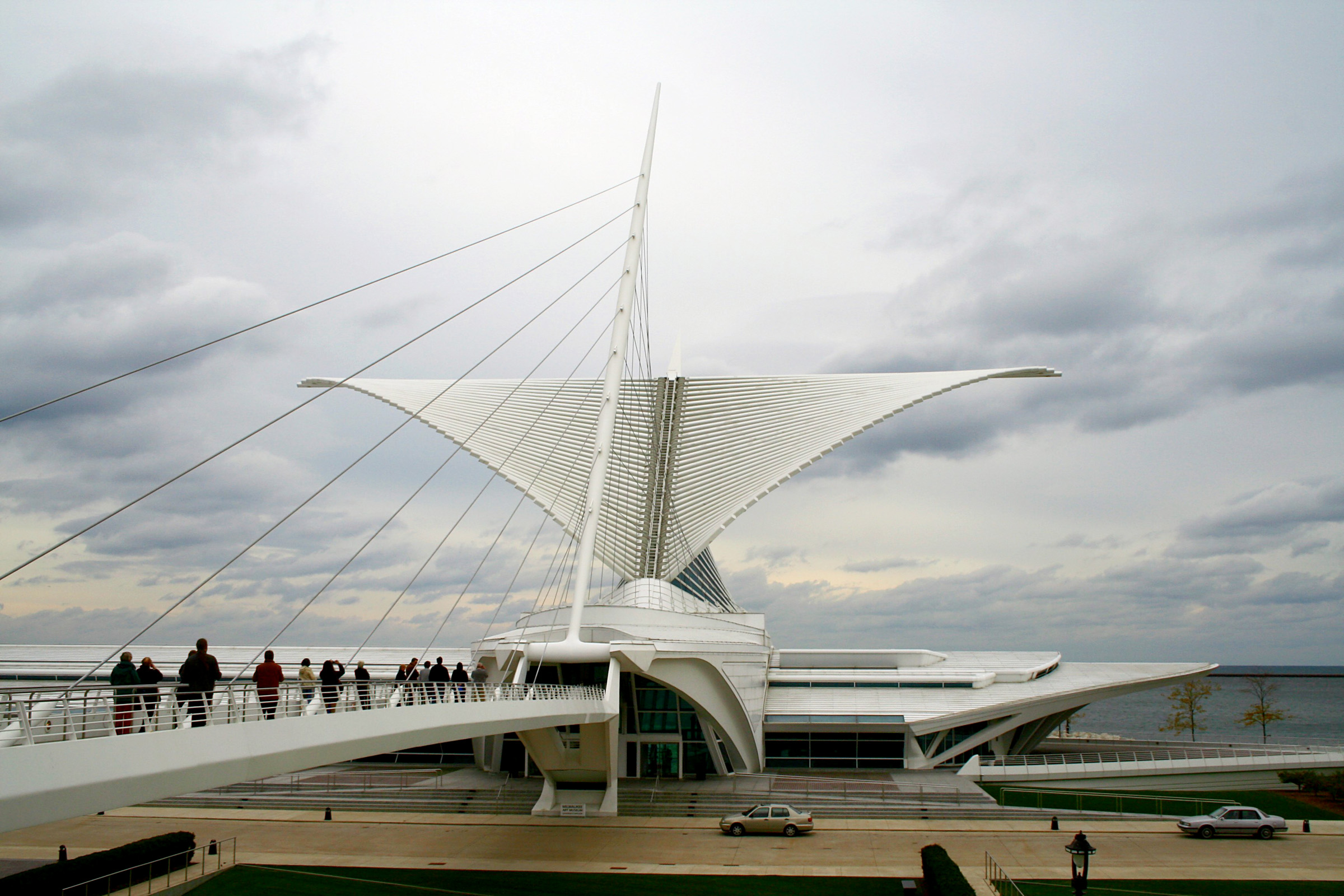
يقع Burke Brise Soleil على قمة متحف Milwaukee للفنون - وهو يطوي أجنحته فوق المتحف لحمايته ليلاً ويمكنه أيضًا استخدام أجنحته لحماية الزوار من أشعة الشمس أو من العواصف الممطرة.

العمارة الحركية هي مفهوم يتم من خلاله تصميم المباني للسماح لأجزاء من الهيكل بالتحرك، دون تقليل السلامة الكلية للهيكل.
يمكن استخدام قدرة المبنى على الحركة من أجل: تعزيز خصائصه الجمالية؛ الاستجابة للظروف البيئية أو أداء وظائف قد تكون مستحيلة بالنسبة للبنية الثابتة.
إزادت الإمكانيات العملية للهندسة الحركية بشكل كبير في أواخر القرن العشرين بسبب التقدم في الميكانيكا والإلكترونيات والروبوتات.

مثال مبكر للهندسة المعمارية الحركية – الجسر المتحرك

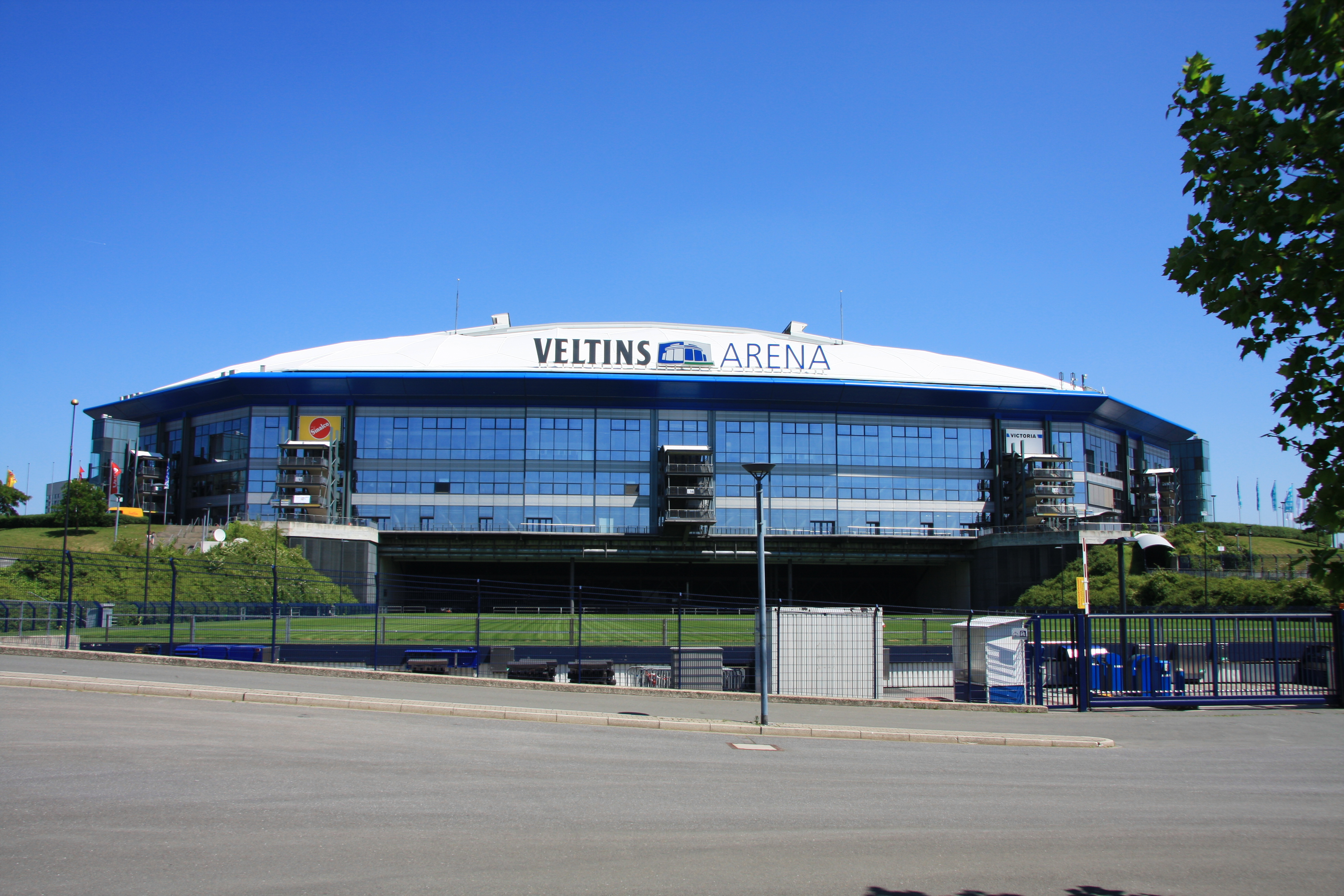
يعتبر ملعب فيلتينس أرينا في غيلسنكيرشن بألمانيا مثالاً للملعب ذو السقف القابل للطي والملعب القابل للطي